# Неводничаньский, Генрик
Ге́нрик Неводнича́ньский (пол. Henryk Niewodniczański; 10 декабря 1900, Вильно — 20 декабря 1968, Краков) — польский физик-ядерщик, основатель и первый директор Института ядерной физики Польской академии наук в Кракове, носящего с 1988 года его имя. Профессор физики ряда университетов — Познаньского (1937—1939), Вроцлавского (1945—1946), Ягеллонского (с 1946). Один из выдающихся физиков в истории Польши. Член Польской академии знаний и Польской академии наук

## Происхождение и семья
Отец — Виктор Неводничаньский, мать — Агнешка Эбен. 28 марта 1932 года женился на Ирене Правохеньской (пол. Ireną Prawocheńską), дочери Романа Правохеньского и Хелены Свентожецкой. Дети — Ежи, профессор и председатель Государственного агентства по атомной энергии Польши; и Томаш, ядерный физик, предприниматель и коллекционер. Генрик Неводничаньский был практикующим католиком.

## Биография
Учился в школах Вильно, Рыльска и Брянска, в июне 1920 года получил аттестат зрелости. Добровольцем отправился на фронт советско-польской войны в том же году. Учился в университете Стефана Батория в Вильно, окончил в 1924 году. В 1926 году получил степень доктора физики, защитив работу на тему «О полосах поглощения и флуоресценции паров ртути» (пол. O absorpcji pasmowej i fluorescencji par rtęci).
В 1927 году стал стипендиатом Тюбингенского университета, работал там до 1928 года под руководством профессора Вальтера Герлаха. В 1932 году он прошёл процедуру хабилитации в Виленском университете.
Ранее основной сферой интересов Неводничаньского была оптика металлов и молекулярная оптика. Изучая влияние магнитного поля на флуоресценцию паров ртути, он открыл магнитное дипольное излучение. В 1934 году им был открыт магнитный дипольный переход. Позже он опубликовал множество научных трудов, посвящённых ядерной физике низких энергий и атомной спектроскопии.
В 1934 году он стал стипендиатом фонда Рокфеллера в Кембридже, работал в лаборатории Монда Королевского общества под руководством Эрнеста Резерфорда, позже работал в Кавендишской лаборатории. Участник первых в мире экспериментов с холодными нейтронами. После возвращения в Польшу стал адъюнкт-профессором Университета Стефана Батория и занялся организацией лаборатории ядерной физики.
В 1937 году был назначен директором института экспериментальной физики в Познаньском университете. Позже возглавил кафедру экспериментальной физики при Университете Стефана Батория. В 1945 году стал работать на кафедре экспериментальной физики в Ягеллонском университете Кракова. Читал лекции во Вроцлавском университете и Вроцлавской политехнике, а также в университете Марии Склодовской-Кюри в Люблине.
С 1945 года и до своей смерти был директором физического института Ягеллонского университета. В 1955 году основал в Кракове институт ядерной физики. Проректор Ягеллонского университета в 1951—1953 годах. По инициативе Неводничаньского в институте физики был собран циклотрон C-48. Благодаря усилиям Неводничаньского в Кракове был установлен приобретённый у СССР циклотрон У-120, который стал базовой установкой образованного в 1952 году центра ядерной физики Польской академии наук, также основанного Неводничаньским. В 1955 году на базе центра Польской академии наук был основан Институт ядерной физики, носящий с 1988 года имя Генрика Неводничаньского.
Доктор Неводничаньский участвовал в создании Объединенного института ядерных исследований (ОИЯИ) в Дубне, был членом Учёного совета Института в 1956—1968 годах. По его предложению в Лаборатории ядерных исследований был основан отдел ядерной спектроскопии и радиохимии.
Автор более 130 научных публикаций.
Член Виленского общества друзей наук (1932), Познаньского общества друзей наук (1937), Польской академии знаний (1947), Варшавского научного общества (1951), Польского физического общества, Французского физического общества, Итальянского физического общества и Американского физического общества. В 1952 году стал членом-корреспондентом Польской академии наук, с 1961 года — действительный член. В 1960—1965 годах — член Президиума ПАН. Был членом комитета физики ПАН, комитета астрономии ПАН и комитета по мирному использованию ядерной энергии ПАН.
Похоронен на Раковицком кладбище Кракова.

## Награды
- Премия президента Игнация Мосцицкого
- Орден «Знамя Труда» I степени (1964)[7]
- Орден Возрождения Польши:
  - Офицерский крест (IV степень, 1954)[8]
  - Командорский крест со звездой (II степень)
  - Большой крест (I степень)
- Золотой крест Заслуги (1951)[9]

## Признание
Среди студентов Неводничаньский удостоился прозвища «Папа» (пол. Papą).
На 35-м съезде польских физиков в Белостоке профессор Института экспериментальной физики Вроцлавского университета Анджей Каетан Врублевский представил реферат на тему «Физика в Польше вчера, сегодня и завтра» (пол. Fizyka w Polsce wczoraj, dziś i jutro) — краткую характеристику развития физики в Польше за XX век. В реферате были представлены библиометрические показатели, сведения об учёных степенях, званиях и количестве студентов-физиков. Среди упомянутых Врублевским 18 физиков, внёсших выдающийся вклад в развитие физики, входивших в число лидеров мировой физики и упоминавшихся в иноязычных исторических исследованиях, был и Генрик Неводничаньский.
В X районе Кракова (Свошовице) одна из улиц носит имя Генрика Неводничаньского, также его имя в 1988 году было присвоено Институту ядерной физики Польской академии наук. Лучшему выпускнику Ягеллонского университета вручается премия имени профессора Генрика Неводничаньского.

## Комментарии
1. ↑  Фамилия транскрибируется по правилам польско-русской практической транскрипции. Встречается также написание Неводничанский[1]